# Igor Shafarevich
Igor Rostislavovich Shafarevich (em russo:  Игорь Ростиславович Шафаревич, Jitomir, 3 de junho de 1923 – 19 de fevereiro de 2017) foi um matemático russo.
Shafarevich morreu em 19 de fevereiro de 2017, aos 93 anos.

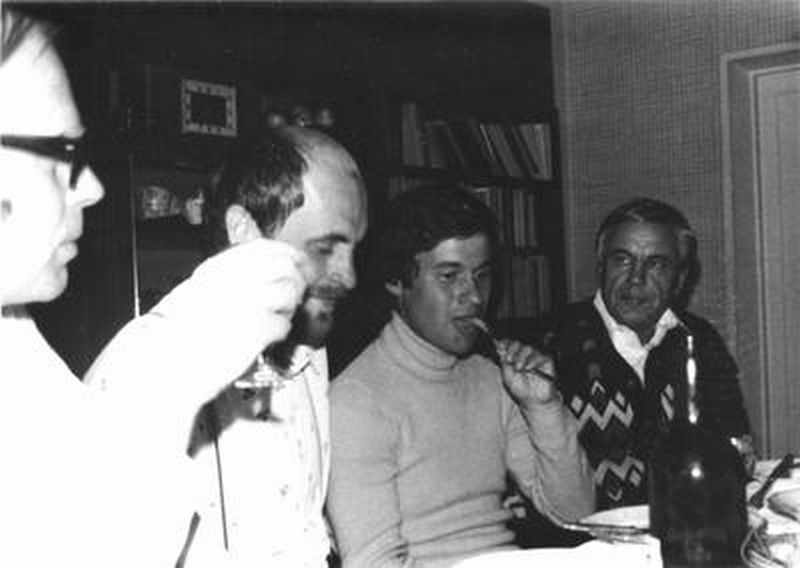
Shafarevich (direita) em sua casa com seus alunos Andrey Todorov, Fedor Bogomolov e Helmut Koch

## Publicações
- Borevich, A. I.; Shafarevich, Igor R. (1966), Number Theory, ISBN 978-0-12-117850-5, Pure and Applied Mathematics, 20, Boston, MA: Academic Press, MR 0195803
- Shafarevich, Igor R. (1974) [1972], Basic Algebraic Geometry, ISBN 978-3-540-08264-4, Berlin, New York: Springer-Verlag, MR 0366916
- Shafarevich, Igor (1975), "Socialism in Our Past and Future.” In From under the Rubble, with Solzhenitsyn, Alexander; Agursky, Mikhail; Barabanov, Evgeny; Borisov, Vadim; Korsakov, F. Collins: Harvill Press [Regnery Pub. 1989].
- Shafarevich, Igor (1980), The Socialist Phenomenon, ISBN 978-0895268778, New York: Harper & Row
- Shafarevich, Igor (1981), “On Certain Tendencies in the Development of Mathematics”, The Mathematical Intelligencer, Vol. 3, Number 4, pp. 182–184.
- Nikulin, V. V.; Shafarevich, Igor (1987), Geometries and Groups, Berlin; Springer-Verlag, ISBN 0387152814
- Shafarevich, Igor R. (1989), Collected Mathematical Papers, ISBN 978-3-540-13618-7, Berlin, New York: Springer-Verlag, MR 977275
- Shafarevich, Igor (março de 1990). Russophobia (PDF). [S.l.]: Joint Publications Research Service
- Kostrikin, A. I.; Shafarevich, Igor (1991), Noncommutative Rings, Identities, Berlin: Springer-Verlag, ISBN 0387181776
- Parshin, A. N.; Shafarevich, Igor (1995), Number Theory: Fundamental Problems, Ideas, and Theories, Berlin: Springer, ISBN 0387533842
- Arslanov, M. M.; Parshin, A. N.; Shafarevich, Igor (1996), Algebra and Analysis, Berlin: Walter de Gruyter, ISBN 311014803X
- Shafarevich, Igor (2003), Discourses on Algebra, Berlin: Springer, ISBN 3540422536
- Shafarevich, Igor (2013), Basic Algebraic Geometry 1: Varieties in Projective Space(3rd edition), Berlin, Springer-Verlag,ISBN 978-3-642-37955-0
- Shafarevich, Igor (2013), Basic Algebraic Geometry 2: Schemes and Complex Manifolds(3rd edition), Berlin, Springer-Verlag,ISBN 978-3-642-38009-9
- Shafarevich, Igor; Remizov, Alexey (2013), Linear Algebra and Geometry, Berlin, Springer-Verlag, ISBN 978-3-642-30993-9
- Shafarevich, Igor (2015), Collected mathematical papers, Reprint of the 1989 edition, Springer Collect. Works Math., Springer, Heidelberg, x+769 pp.